# Dar Echérif

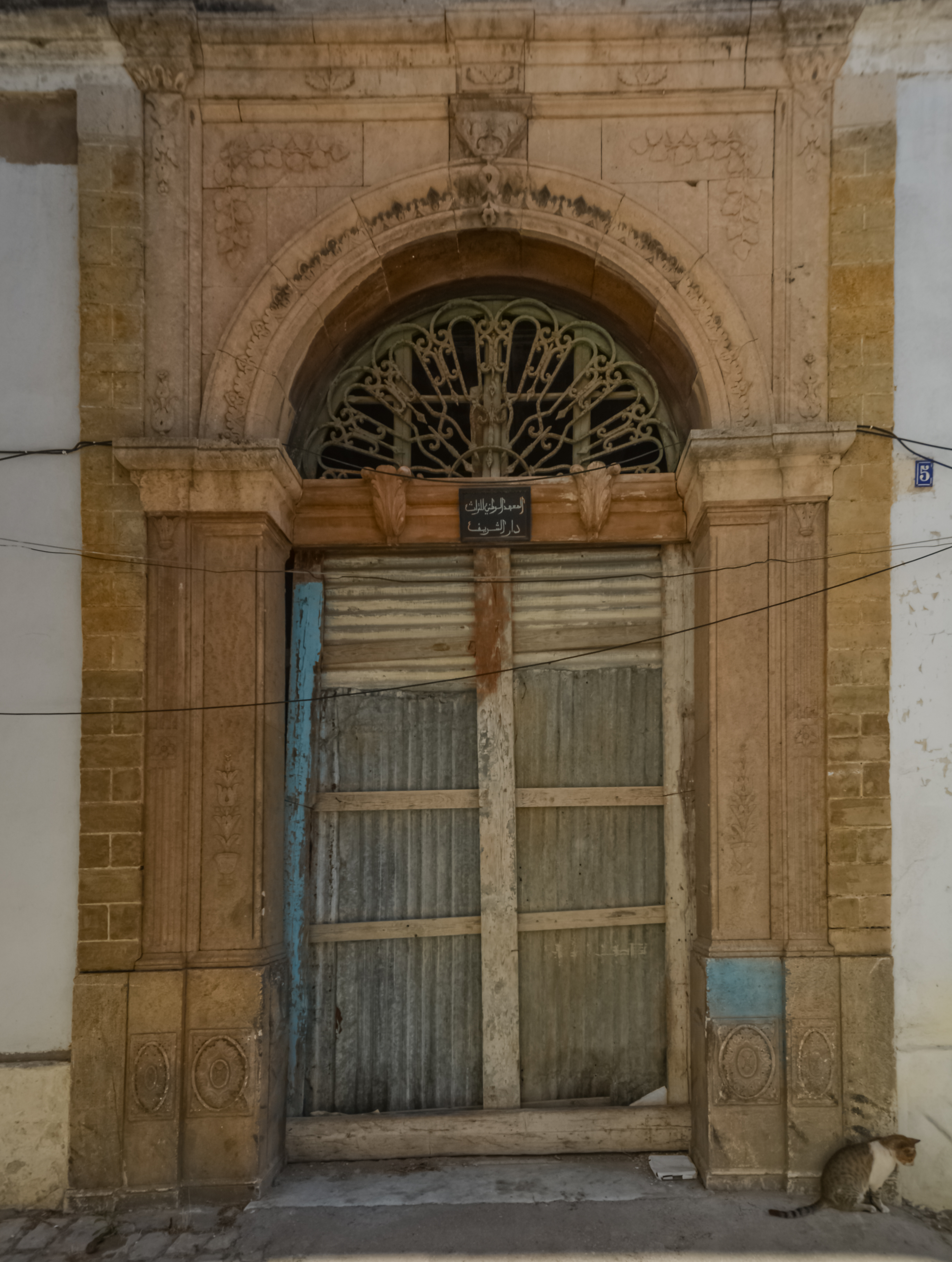
Porte de la demeure.

Le Dar Echérif est une demeure de la médina de Tunis située sur la rue Sidi Maaouia, près des rues El Monastiri et Achour.

## Histoire
La demeure est construite au milieu du XIXe siècle. Elle présente une façade italianisante.
Le 31 août 1999, Dar Echérif est classée monument historique par l'Institut national du patrimoine.

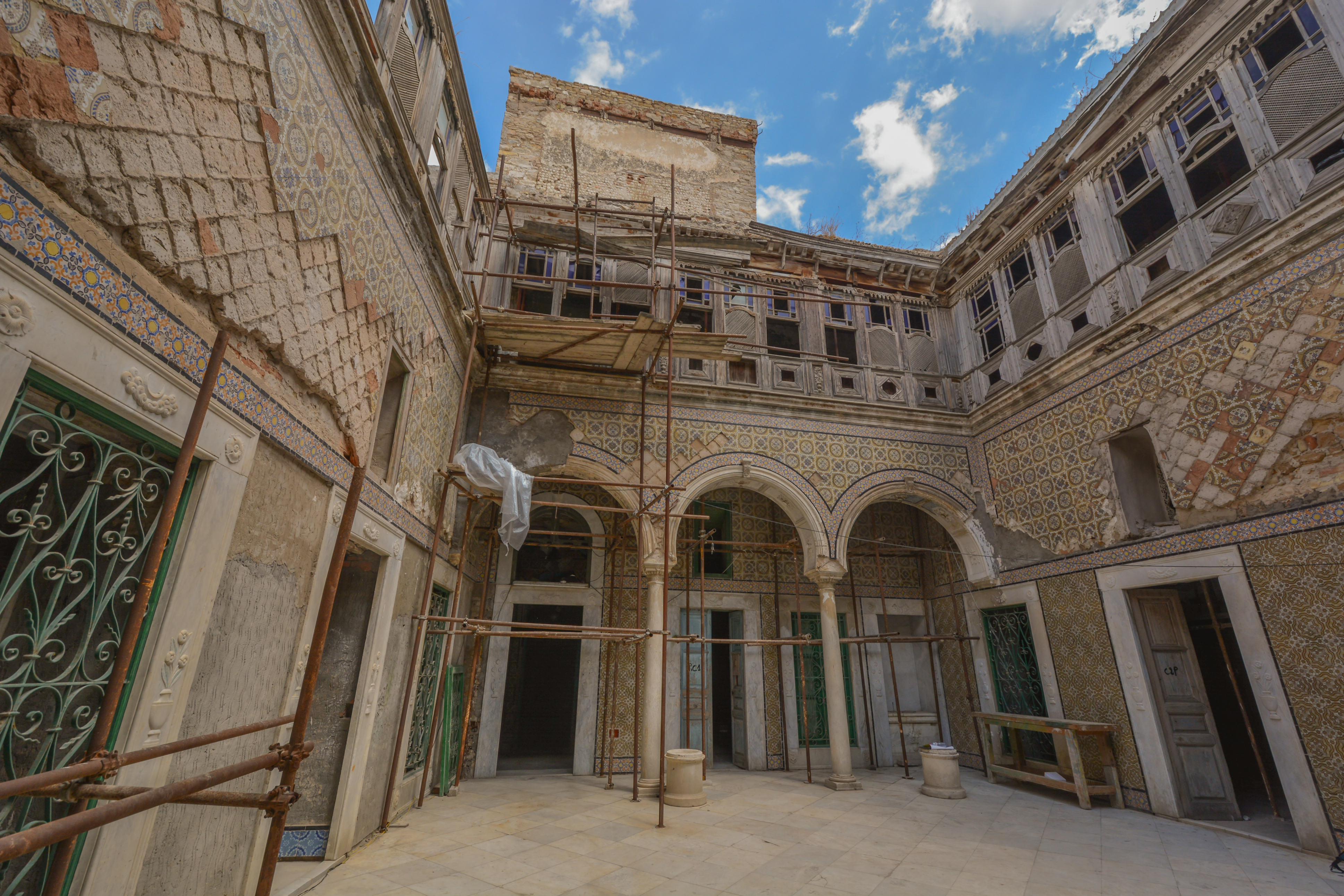
Vue du patio.
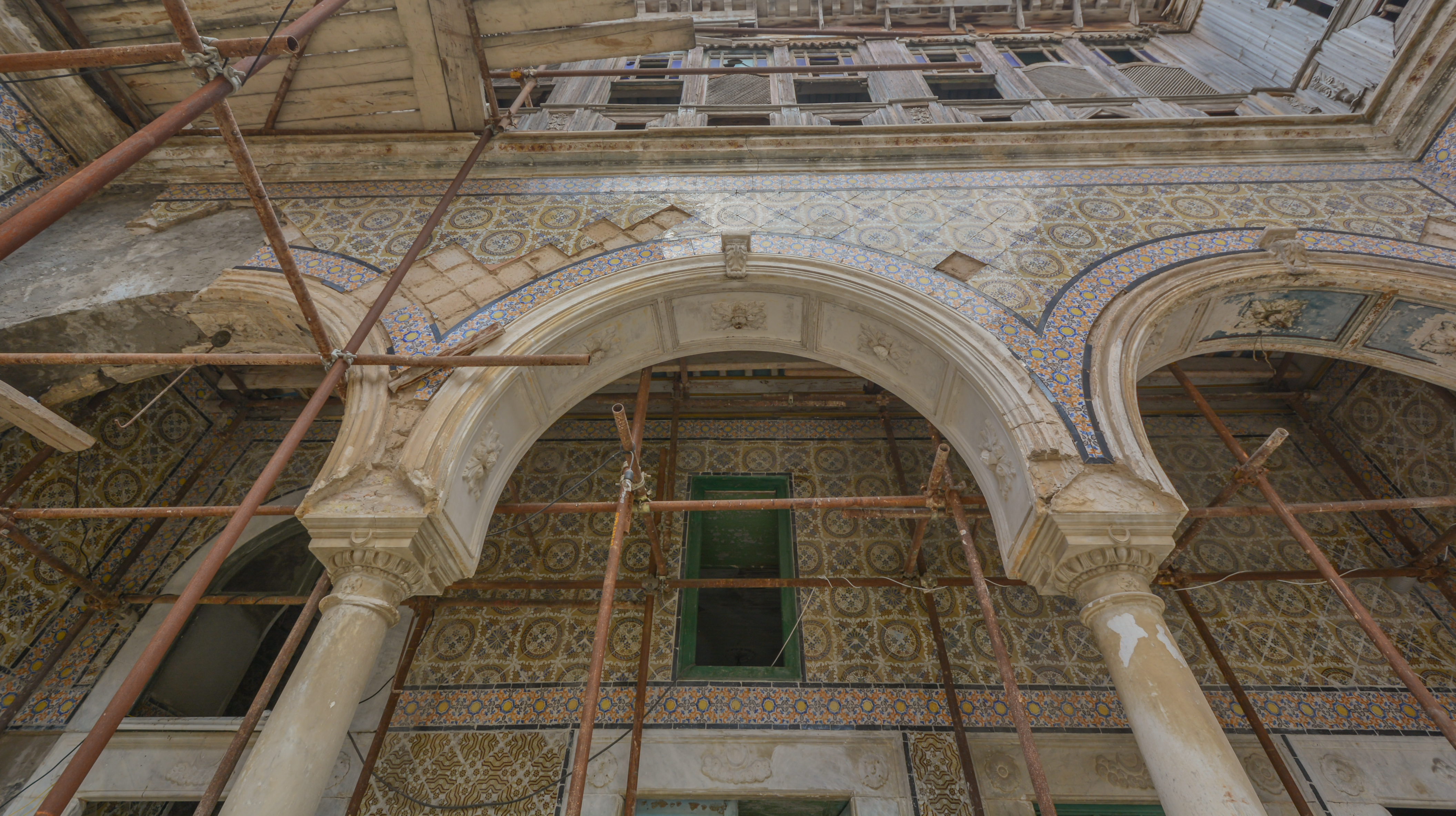
Arcades du patio.
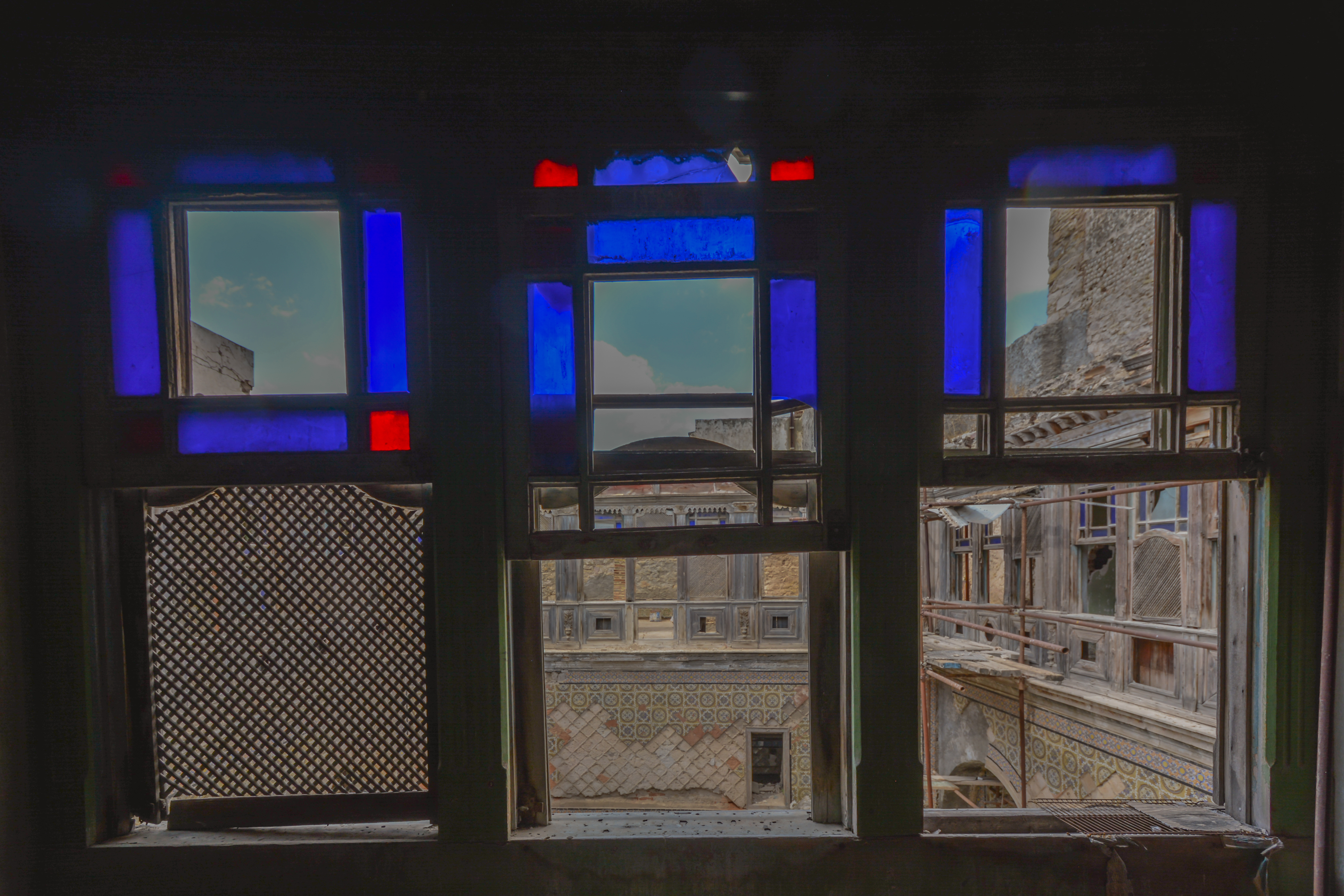
Fenêtres sur le patio.
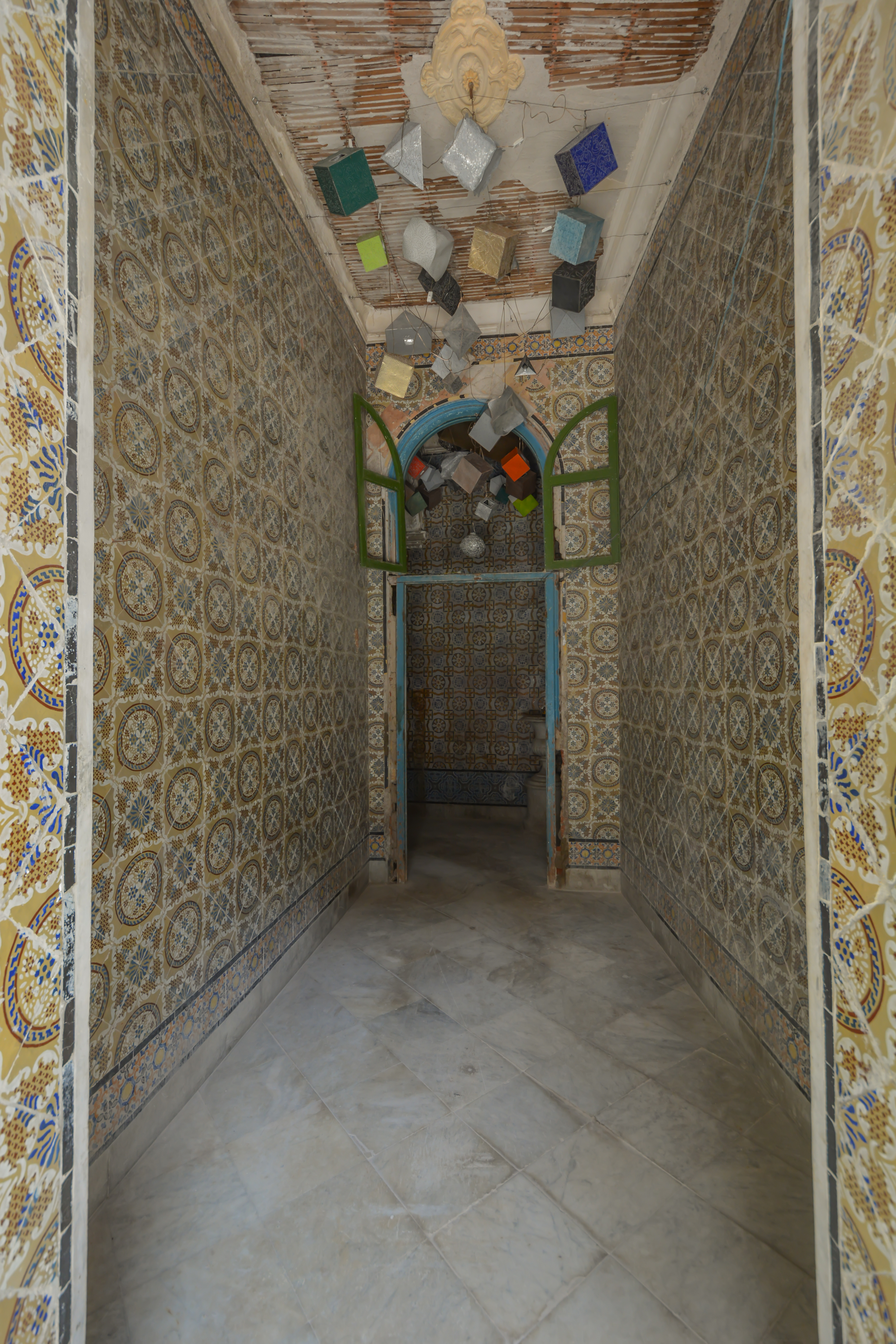
Vue d'un couloir.
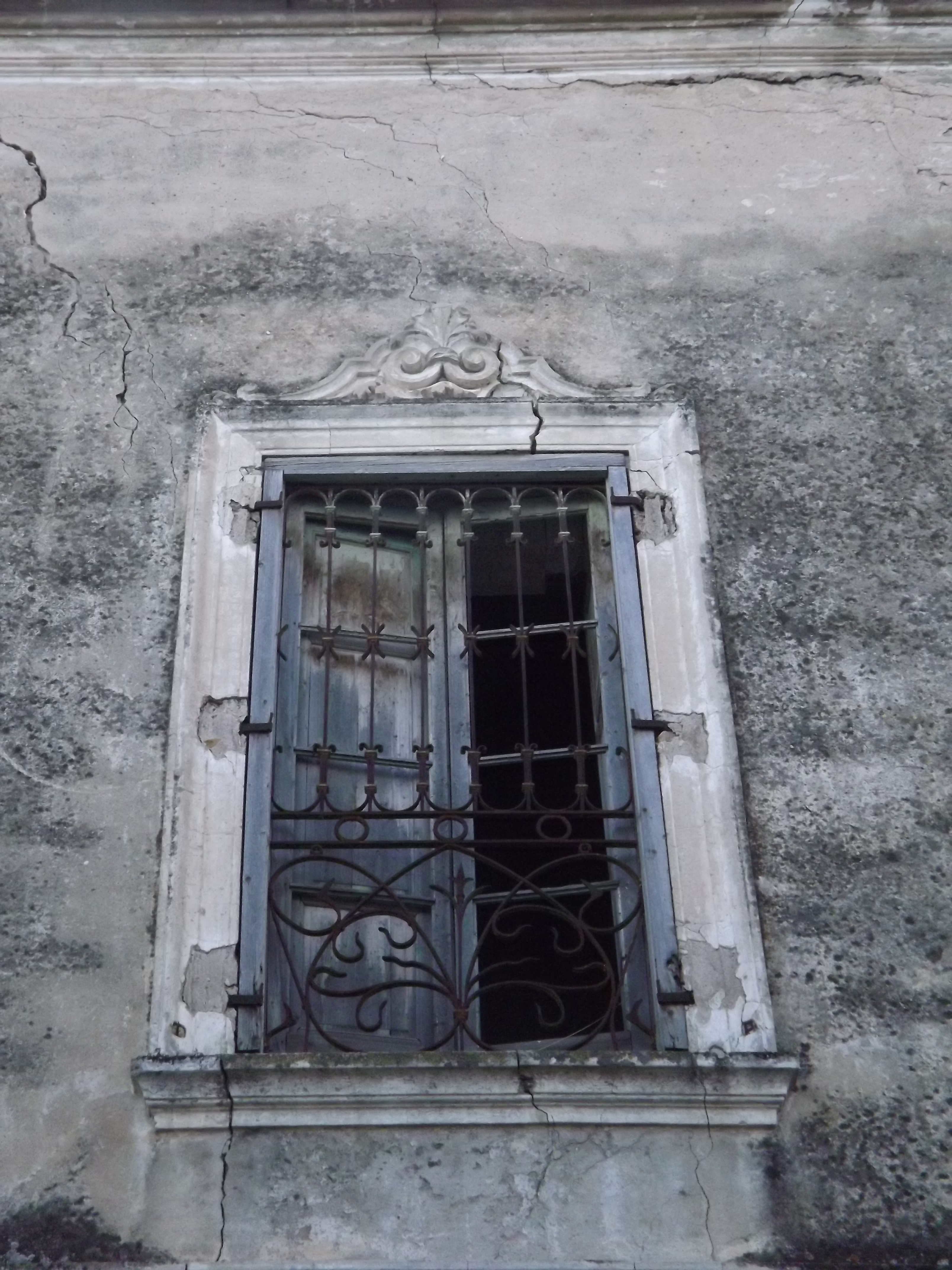
Fenêtre à l'italienne.